# Phiale niveoguttata
Phiale niveoguttata är en spindelart som först beskrevs av Pickard-Cambridge F. 1901.  Phiale niveoguttata ingår i släktet Phiale och familjen hoppspindlar. Inga underarter finns listade i Catalogue of Life.